# Iberis linifolia
Iberis linifolia är en korsblommig växtart som beskrevs av Carl von Linné. Iberis linifolia ingår i släktet iberisar, och familjen korsblommiga växter.

## Underarter
Arten delas in i följande underarter:
- Iberis linifolia subsp. linifolia, autonym
- Iberis linifolia subsp. stricta (Jord.) Rouy & Foucaud (1895)
- Iberis linifolia subsp. violletii (Soy.-Will. ex Godr.) Valdés (1985)